# Robert Emmett Rodes

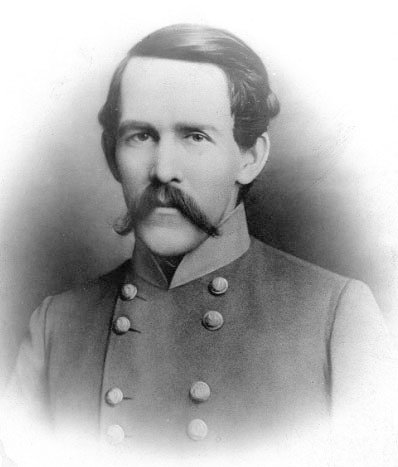
Robert E. Rodes

Robert Emmett Rodes (* 29. März 1829 in Lynchburg, Virginia; † 19. September 1864 in Winchester, Virginia) war ein konföderierter Generalmajor im Sezessionskrieg, der in der Dritten Schlacht von Winchester gefallen ist.

## Leben
Robert E. Rodes wurde 1829 als Sohn von David Rodes und Martha Yancey in Lynchburg geboren und entschied sich mit Blick auf eine militärische Karriere, das Virginia Military Institute zu besuchen. Nach seinem Abschluss im Jahr 1848, wo er als 10. von 24. Kadetten seiner Klasse abschloss, wurde er gebeten, als Assistenzprofessor am Virginia Military Institute zu bleiben. In den nächsten zwei Jahren unterrichtete er eine Vielzahl von Fächern, darunter Physik, Chemie und Taktik. 1850 verließ Rodes die Schule, nachdem man ihm keine Beförderung zum Professor gewährte, diese ging stattdessen an seinen zukünftigen Vorgesetzten Thomas J. Jackson. Rodes ging nach Süden und fand eine Anstellung bei einer Eisenbahn in Alabama, als Chefingenieur der Alabama & Chattanooga Railroad hatte Rodes diesen Posten bis 1861 inne.
Robert E. Rodes verheiratete sich im September 1857 Virginia Hortense Woodruff (1833–1907) aus Tuscaloosa, das Paar bekam verspätet zwei Kinder: Robert Emmet Jr. (1863–1925) und Bell Yancey (1865–1931).
Mit Beginn des Bürgerkriegs im April 1861 bot er dem Bundesstaat Alabama seine Dienste an. Rodes wurde sogleich zum Oberst des 5. Alabama-Infanterieregimentes ernannt und organisierte im Mai das Regiment in Montgomery. Das nach Norden befohlene Regiment von Rodes diente am 21. Juli in der Brigade des Brigadegeneral Richard S. Ewell in der ersten Schlacht von Bull Run. Von General Pierre G.T. Beauregard als „ausgezeichneter Offizier“ anerkannt, wurde Rodes am 21. Oktober zum Brigadegeneral befördert. Die Brigade von Rodes wurde der Division von Generalmajor Daniel H. Hill unterstellt und trat Anfang 1862 zur Armee von General Joseph E. Johnston, welche die Verteidigung von Richmond führte. Rodes operierte im Halbinsel-Feldzug gegen die Unionsarmee unter Generalmajor George B. McClellan und führte seine Truppen erstmals am 31. Mai in der Schlacht von Seven Pines. Bei einer Reihe von Angriffen wurde Rodes am Arm verwundet und nach Richmond berufen, um sich zu erholen. Er kehrte jedoch nach wenigen Wochen zu seiner Brigade zurück und führte sie am 27. Juni in der Schlacht bei Gaines Mill an. Da sein Arm nicht vollständig geheilt war, musste er einige Tage später vor den Kämpfen bei Malvern Hill sein Kommando wieder abgeben. Rodes war bis zum Spätsommer außer Gefecht gesetzt und kehrte erst zur Army of Northern-Virginia zurück, als General Robert E. Lee mit dem Maryland-Feldzug begann. Am 14. September 1862 baute die Brigade Rodes während der Schlacht am South Mountain eine starke Verteidigung bei Turner’s Gap auf. Drei Tage später schlugen seine Truppen die Angriffe der Union in der Schlacht am Antietam zurück, während der Kämpfe wurde Rodes durch Granatsplitter verwundet, blieb aber auf seinem Posten. Obwohl seine Brigade nicht an der Schlacht von Fredericksburg teilnahm, war Rodes selbst anwesend.
Im Januar 1863 wurde General Hill nach North Carolina versetzt und seine Division wurde frei. Obwohl General Jackson zuerst das Kommando an Edward "Allegheny" Johnson übergeben wollte, konnte dieser Offizier aufgrund von Wunden, die er sich bei McDowell zugezogen hatte, nicht übernehmen. Infolgedessen fiel das Divisionskommando an Rodes, dem ranghöchsten Brigadekommandeur der Division. Als erster Divisionskommandant in Lees Armee, der die Akademie in West Point nicht besucht hatte, bestätigte Rodes Anfang Mai Jacksons Vertrauen in der Schlacht bei Chancellorsville. An der Spitze von Jacksons kühnen Flankenmanöver, das gegen Generalmajor Joseph Hookers Potomac-Armee geführt wurde, rollte seine Division das XI. Korps der Union unter Generalmajor Oliver O. Howard auf. Obwohl selbst schwer verwundet, beantragte Jackson, Rodes zum Generalmajor zu befördern, bevor er selbst am 10. Mai verstarb. Nach Jacksons Tod wurde General Ewell als neuer Kommandeur des II. Korps Rodes' neuer Vorgesetzter. Lee rückte im Juni 1863 nach Pennsylvania vor und befahl seiner Armee, Anfang Juli im Raum Cashtown zu konzentrieren. Diesem Befehl gehorchend bewegte sich Rodes’ Division am 1. Juli von Carlisle nach Süden, als die Nachricht vom Beginn der Kämpfe bei Gettysburg eintrafen. Als er nördlich der Stadt ankam, setzte er seine Truppen auf Oak Hill an, wo ihm das I. Korps der Union unter Generalmajor Abner Doubleday gegenüberstand. Im Laufe des Nachmittags startete er eine Reihe von Sturmangriffen, die aber schwere Verluste brachten, bevor er schließlich die Unions-Division von Brigadegeneral John C. Robinson und Teile des XI. Korps zurückwerfen konnte. Er verfolgte den Feind nach Süden, hielt aber seine Männer am Abend an, bevor sie Cemetery Ridge angreifen konnten. Obwohl Rodes und seine Männer am nächsten Tag mit der Unterstützung der Angriffe auf Cemetery Ridge beauftragt waren, spielten seine Truppen für den Rest der Schlacht nur mehr eine geringe Rolle.
Rodes Division war im Herbst 1863 im Bristoe- und Mine Run-Feldzug eingesetzt. Im Mai 1864 kämpfte seine Division im Überland-Feldzug gegen die Unionstruppen von Generalleutnant Ulysses S. Grant. In der Schlacht in der Wilderness standen seine Verbände dem V. Korps unter Generalmajor Gouverneur K. Warren gegenüber. Ein paar Tage später nahm die Division von Rodes am wilden Gefecht am Mule Shoe Salient teil, welche ein Teil der Schlacht bei Spotsylvania Court House war.
Ende Mai kämpfte seine Division in den Schlachten bei North Anna und Cold Harbor. Nachdem seine Truppen Anfang Juni Petersburg erreicht hatte, erhielt das II. Korps unter Generalleutnant Jubal A. Early den Befehl ins Shenandoahtal abzurücken, um die gegnerischen Verbindungen zu bedrohen. Mit der Aufgabe gegnerische Truppen von den Belagerungslinien bei Petersburg wegzuziehen, rückte Early das Tal hinauf, überquerte den Potomac und versuchte neuerlich Washington, D.C. zu bedrohen. Als er nach Osten abschwenkte, engagierte er am 9. Juli Generalmajor Lew Wallace in der Schlacht von Monocacy. Während dieser Kämpfe bewegten sich die Truppen von Rodes entlang des Baltimore Pike und demonstrierten gegen die Jug Bridge. Early überwältigte die Unionstruppen unter Wallace, erreichte dann Washington und kämpfte bei Fort Stevens, bevor er sich nach Virginia zurückziehen musste. Die Bemühungen Earlys hatten den gewünschten Effekt, als Grant beträchtliche Streitkräfte nach Norden entsenden musste, um die Bedrohung durch die Konföderierten im Shenandoahtal zu beseitigen.
Im September 1864 sah sich Early von Generalmajor Philip H. Sheridans Shenandoah-Army bedroht. Er konzentrierte seine Streitkräfte im Raum Winchester und beauftragte die Division von Rodes, das Zentrum der Konföderierten zu bilden. Am 19. September eröffnete Sheridan die Dritte Schlacht von Winchester (Schlacht von Opequon) und begann einen groß angelegten Angriff gegen die konföderierten Linien. Als die Unionstruppen beide Flanken von Early zurückdrängten, wurde Rodes von einer explodierenden Granate tödlich verwundet, als er daran war, einen Gegenangriff zu organisieren. Nach der Schlacht wurden seine sterblichen Überreste nach Lynchburg zurückgebracht, wo er auf dem Presbyterian Cemetery begraben wurde.